# Eugen Hallervorden
Eugen Hallervorden (ur. 17 lipca 1853 w powiecie Ragnit, zm. 22 września 1914) – niemiecki lekarz psychiatra.
Praktykował w zakładzie psychiatrycznym w Allenbergu koło Wehlau. W 1886 roku objął funkcję dyrektora nowo powstałej placówki Kortau do roku 1891. W 1896 roku habilitował się i został Privatdozentem wykładającym psychiatrię na Uniwersytecie w Królewcu. Współpracował z Bernhardem Naunynem podczas jego prac doświadczalnych nad patofizjologią cukrzycy. Ojciec neuropatologa Juliusa Hallervordena (1882–1965).

## Prace
- Ueber das Verhalten des Ammoniaks im Organismus und seine Beziehung zur  Harnstoffbildung[9] (1878)
- Ueber Ausscheidung von Ammoniak im Urin bei pathologischen Zuständen[10] (1880)
- Der Zusammenhang chemischer und nervöser Vorgänge überhaupt und im Wochenbett. A. Stuber, 1896
- Ueber anämische Sprachstörung. Nach einem im Verein für Heilkunde zu Königsberg gehaltenen Vortrage[11] (1896)
- Ueber Ammoniakausscheidung[12] (1896)
- Zur Pathologie des Ammoniaks[13] (1896)
- Studien über biologische Interferenz und Erblichkeit[14] (1896)
- Klinische Psychologie, die Vorstufe der Psychohygiene. Deutsche Medizinische Wochenschrift 22, ss. 656-9 (1896)
- Ueber Heilungsvorgänge, besonders bei Melancholie; Klinisches und Theoretisches. Allgemeine Zeitschrift für Psychiatrie (1896)
- Geistige Arbeit und Muskelermüdung. Deutsche Medizinische Wochenschrift 22, ss. 521-521 (1896)
- Zur Pathogenese der puerperalen Nervenkrankheiten und zur Behandlung toxischer Psychosen. Deutsche Medizinische Wochenschrift 22, ss. 331-333 (1896)
- Abhandlungen zur Gesundheitslehre der Seele und Nerven. Würzburg: A. Stuber (C. Kabitsch), 1897
- Neurochemische Therapie. Deutsche Medizinische Wochenschrift 23, ss. 90-91 (1897)
- Eine neue Methode experimenteller Physiognomik. Psychiatrisch-Neurologische Wochenschrift 4, ss. 309-311 (1902)
- Kants Stellung zu Metzger. Deutsche Medizinische Wochenschrift 33, ss. 2189-2189 (1907)